# Pellirivier
De Pellirivier (Zweeds: Pellijoki) is een rivier, die stroomt in de Zweedse  gemeente Pajala. De rivier ontstaat als afwateringsrivier van het kleine Pellijärvi, een meer van circa 4 hectare en het Poikkujärvi dat nog kleiner is. De Pellirivier stroomt zuidoostwaarts totdat het na 17 kilometer in de Käymärivier stroomt.